# Karl Gottfried Ritter von Leitner
Karl (o Carl) Gottfried Ritter von Leitner (18 de novembre de 1800 – 20 de juny de 1890) fou escriptor i publicista austríac. Les seves balades van servir com a text en alguns lieder de Franz Schubert com "Das Weinen" (D 926), "Der Kreuzzug" (D 932) o "Die Sterne" (D 939).
Va néixer el 18 de novembre de 1800 a Graz (Estíria, Àustria). De 1837 a 1854 va ser el primer secretari de la Propietat (landständischer Sekretär) a Estíria. Fou l'editor del diari Steiermark Zeitschrift. També va ser el conservador del Landesmuseum Joanneum (Museu Nacional Joanneum) de Graz des de 1858 al 1864, i va cofundar la Historical Association for Styrian Friendship amb Peter Rosegger.

## Obra
- Biografie von Erzherzog Johann von Österreich (1860)
- Herbstblumen, Stuttgart (1870)
- Novellen und Gedichte, Wien (1880)
- Gedichte, herausgegeben von Anton Schlossar (1909)
- Jakob Lorber Lebensbeschreibung, Zluhan Verlag (1998), ISBN 3-87495-043-3